# Ян Пуш
Ян Пуш (пол. Jan Pusz, * ? — † 1765) — волинський скульптор і тинькувальник, «artis statuariae magister».

## З життєпису
Скульптор Ян Пуш працював у XVIII столітті в Заславі (нині місто Ізяслав Хмельницької області) та Аннополі (нині село Ганнопіль Славутського району Хмельницької області). В Аннополі швидше за все займався тинькуванням палацу князя Антонія Барнаби Яблоновського.
У Заславі, зокрема, є автором фігури «Жінки, зодягненої в сонце», що була встановлена на стовпі перед головним фасадом костелу святого Йосипа, вівтарів святої Анни, святого Франциска, святого Яна Непомуцького і Преображення Господнього в костелі святого Михайла монастиря бернардинів, декоративних елементів і різьблення головного вівтаря, які не завершив через «наглу» смерть 1765 року.
Займався тинькуванням кількох покоїв і пічок заславського палацу князів Санґушків, на суму 5 тисяч злотих за покій.
У липні 2012 року польські волонтери з міста Олесниця Нижньосілезького воєводства, які впорядковували католицький цвинтар у Новому місті Ізяслава, ймовірно виявили звандалізовану фігуру «Жінки, зодягненої в сонце» авторства Яна Пуша.